# Чередничка
Чередничка — річка в Україні, лівобережний рукав Дніпра в Дніпропетровській області, розташований напроти східної околиці міста Кам'янське. Відділяється від основної течії Дніпра і тече на північний схід, в середній течії повертає на схід, а потім на південний схід і вливається в Дніпро, утворюючи великий острів Бригадирівка, про який Дмитро Яворницький писав, що в «атласі Дніпра 1786 року він має 300 сажнів довжини і 200 сажнів ширини, за атласом 1780 року 3 верстви довжини і 200 сажнів ширини». 
За островом Бригадирівка розташовувався острів Гречаний, нині затоплений водами Дніпровського водосховища.
Чередничка мала декілька притоків найбільшим з яких було Болото Чорне.
На правому березі однієї з приток річки розташовувалось історичне поселення Бригадирівка, засноване у 1741 році комендантом Переволочнянської фортеці Данилом Апачиніним. Внаслідок несприятливих природних умов (заливна низовина, сусідство з піщаними кучугурами, котрі під час буревіїв засипали довколишні землі) Бригадирівка була покинута, а селяни переселились на кілька кілометрів північніше за заплаву Солоний Ноздранак, утворивши село Єлизаветівка.
Протока збереглась до нинішнього часу.